# Rio do Oeste
Rio do Oeste är en kommun i Brasilien.   Den ligger i delstaten Santa Catarina, i den södra delen av landet, 1 300 km söder om huvudstaden Brasília. Antalet invånare är 7 094. Arean är 246 kvadratkilometer.
Terrängen i Rio do Oeste är kuperad åt nordost, men åt sydväst är den platt.
I omgivningarna runt Rio do Oeste växer i huvudsak städsegrön lövskog. Runt Rio do Oeste är det ganska tätbefolkat, med 70 invånare per kvadratkilometer.